# Битва при Спаррсетрі
Битва при Спаррсетрі — битва між військами шведського короля Еріка Шепелявого і повстанцями під проводом Гольмґера Кнутссона, що відбулася 1247 року біля церкви Спаррсетри поблизу Енчепінга. Цей бій був кульмінацією другого повстання фолькунгів проти Еріка Шепелявого.
Фолькунгів очолив претендент на престол Гольмґер Кнутссон, син короля Кнута Гольмґерссона. Фолькунґи програли, і таким чином опір центральному королівському уряду та податкам було придушено. У Сіґтунських анналах близько 1290 року про 1247 рік сказано: «Цього року простолюдини Уппланда втратили під Спаррсетрою свою перемогу та свободу, і на них наклали податок на буксирування, корабельну аварію та кілька тягарів». Однак незрозуміло, чи справді королівській владі вдалося зібрати ці податки.
Згідно з Хронікою Еріка, Гольмґер утік до Єстрікланду, але був схоплений і згодом обезголовлений у 1248 році. Його близький соратник Філіп Ларссон був змушений перебувати у вигнанні.